# 1034
| Calendário gregoriano                                                        | 1034 MXXXIV                                          |
| Ab urbe condita                                                              | 1787                                                 |
| Calendário arménio                                                           | 483 – 484                                            |
| Calendário bahá'í                                                            | -810 – -809                                          |
| Calendário budista                                                           | 1578                                                 |
| Calendário chinês                                                            | 3730 – 3731 Início a 22 de janeiro (aproximadamente) |
| Calendário copta                                                             | 750 – 751                                            |
| Calendário etíope                                                            | 1026 – 1027                                          |
| Calendários hindus - Vikram Samvat - Calendário nacional indiano - Cáli Iuga | 1089 – 1090 955 – 956 4134 – 4135                    |
| Calendário Holoceno                                                          | 11034                                                |
| Calendário islâmico                                                          | 425 – 426                                            |
| Calendário judaico                                                           | 4794 – 4795                                          |
| Calendário persa                                                             | 412 – 413                                            |
| Calendário rúnico                                                            | 1284                                                 |
| Calendário solar tailandês                                                   | 1577                                                 |

1034 (MXXXIV, na numeração romana) foi um ano comum do século XI do Calendário Juliano, da Era de Cristo, e a sua letra dominical foi F (52 semanas), teve início a uma terça-feira e terminou também a uma terça-feira.
No território que viria a ser o reino de Portugal estava em vigor a Era de César que já contava 1072 anos.
| Ano completo                       |
| ---------------------------------- |
| Ano comum com início à terça-feira |

## Eventos
- Data do primeiro documento onde figura expresso o título de notarius.
- Ano da cisão entre as igrejas cristãs assim separando finalmente o Império Romano Oriental e Ocidental, o império do oriente passa a se chamar império bizantino. As igrejas passam a ter nomes diferentes a Igreja Católica adiciona o arquétipo Romana em seu nome e a Igreja Bizantina passa a se chama Igreja Ortodoxa Cristã. A nova igreja do oriente se recusa a aceitar a autoridade do Papa e nomeia seu próprio pontífice.
- Sancho III de Navarra intitula-se "Rex Hispanarum" (Rei de todas as Espanhas).
- Gonçalo Trastamires toma o Castelo de Montemor-o-Velho.

## Nascimentos
- Go-Sanjo, 71º imperador do Japão.